# Elie Kanaan
 (mai 2010).
Si vous disposez d'ouvrages ou d'articles de référence ou si vous connaissez des sites web de qualité traitant du thème abordé ici, merci de compléter l'article en donnant les références utiles à sa vérifiabilité et en les liant à la section « Notes et références ».
Pour les articles homonymes, voir Kanaan.
Élie Kanaan né en 1926 à Beyrouth et mort en 2009, est un peintre libanais qui a joué un rôle important dans le mouvement artistique libanais[réf. souhaitée].

## Biographie
Renonçant à vingt ans à devenir avocat comme le souhaite sa famille, Élie Kanaan devient rapidement un peintre autodidacte, abordant les couleurs d'une façon qui lui est propre. Par la suite, ses rencontres avec notamment le peintre français Georges Cyr lui permettent de s'affirmer.
Après avoir fait ses premières armes au Liban en 1957, il est lauréat du prix de peinture du salon de printemps. En 1958, il obtient le prix de l’UNESCO. Il bénéficie alors d’une bourse d’étude à Paris, où il fréquente l’Académie de la Grande Chaumière. Il se lie d’amitié avec Jacques Villon et Yves Alix, et d’autres membres du milieu parisien des arts plastiques. Élie Kanaan passe cependant le plus clair de son temps dans son atelier où il peint souvent la nuit. Il bascule vers l'art abstrait.
Durant quelques années, il voyage en Europe et ailleurs. À partir de 1962, plusieurs expositions itinérantes sont organisées à Paris, New York, São Paulo, Belgrade, Moscou et Alexandrie. L’artiste est inspiré par tous ces lieux, mais d'abord par le Saint-Germain-des-Prés et le Montparnasse des années 1950-1960. En 1967, il reçoit le prix Vendôme, qui consacre sa reconnaissance par l’Europe.
De retour au Liban, il devient tour à tour professeur à l’université libanaise et à l’Académie libanaise des beaux-arts tout en préparant des expositions internationales.

## Expositions

### Collections publiques
Plusieurs musées et organismes nationaux et internationaux ont acquis des œuvres d'Elie Kanaan pour enrichir leur collection. Parmi eux : le musée Sursock (Liban), l'ambassade du Liban à Paris (France), le musée de la résidence Saint-Sulpice (Suisse), la mairie de Doha (Qatar), la galerie de l'État de Moscou (Russie), l'institut Crawford de New York (États-Unis) ou encore le musée de Belgrade (Serbie).

## Prix
- 1956 : Lauréat du Salon d'Automne du Ministère de l'Éducation Nationale. (Prix de la Présidence Mme Zalfa Chamoun)
- 1957 : Prix Dame Alighieri
- 1958 : Premier Prix du Président de la République, S.E. M. Camille Chamoun
- 1958 : Prix de l'UNESCO
- 1966 : Lauréat du Salon d'Automne du Musée Sursock
- 1966 : Prix de l'UNESCO
- 1967 : Lauréat du Salon d'Automne du Musée Sursock
- 1967 : Prix Vendôme accordé par un jury international
- 1974 : Lauréat du Grand Concours de la T.M.A. accordé par un jury international
- 1974 : Prix du Président de la République, S.E. M. Soleimane Frangié